# Западноафрикански CFA франк
Западноафриканският франк (на френски: franc CFA BCEAO) е паричната единица на осем африкански държави, включени във валутната зона на франка.

## История
Декрет на френското правителство от 26 декември 1945 г. въвежда CFA франка като парична единица на френските територии на Западна и Централна Африка. До октомври 1955 г. издаването на CFA франка във френска Западна Африка се извършва от частната френска банка на Западна Африка, а от 1959 г. – от Държавния институт за емисии на френска Западна Африка и Того.
На 4 април 1959 г. е взето решение Институтът за издаване да се преобразува в Централната банка на западноафриканските държави (на френски: Banque Centrale des États de l'Afrique de l'Ouest, BCEAO). Банката започва дейността си през 1962 г., превръщайки се в издаващ център на седем държави, които на 12 май същата година подписват споразумение за създаване на Валутния съюз на Западна Африка: Кот д'Ивоар, Дахомей, Горна Волта, Мали, Мавритания, Нигер и Сенегал. Мали обаче веднага напуска зоната на франка, въвеждайки на 1 юли 1962 г. своя собствена парична единица – малийския франк. На 20 ноември 1963 г. е подписано споразумение за присъединяване към валутния съюз на Того. През 1973 г. Мавритания напуска съюза, въвеждайки своя собствена парична единица – угията. През 1984 г. Мали се завръща в съюза, заменяйки малийския франк със CFA франка.
На 10 януари 1994 г. в Дакар е подписано споразумение, което трансформира Паричния съюз на Западна Африка в Западноафрикански икономически и валутен съюз. На 2 май 1997 г. Гвинея-Бисау се присъединява към обединението, заменяйки перото на Гвинея-Бисау със CFA франка.
Във времето, когато Централната банка на Западна Африка започва да функционира (1962 г.), се установява съотношението 1 френски франк = 50 CFA франка. От 12 януари 1994 г. курсът е: 1 френски франк за 100 CFA франка. Съотношението на CFA франка към еврото е установено на 1 януари 1999 г., като 1 евро е 655,957 CFA франка.

## Монети и банкноти
През 1960 г. започва сеченето на монети с името на банката с номинална стойност 5 франка, през 1961 г. – 1 франк, през 1966 г. – 10 франка, през 1967 г. – 100 франка, през 1970 г. – 25 франка, а през 1972 г. – 50 франка. През 1976 г. вместо алуминиева монета от 1 франк започва производството на монети от стомана. През 1992, 1993 и 1996 г. са сечени монети от 250 франка. През 2003 г. се секат монети от 200 и 500 франка.